# Ancón (Santa Elena)
Ancón, vollständig San José de Ancón, ist ein Ort in Ecuador, der Hauptort eines ländlichen Kirchspiels des Kantons Santa Elena in der Provinz Santa Elena auf der Santa Elena-Halbinsel im Westen des Landes ist. Das Kirchspiel Ancón hat heute etwa 4.000 Einwohner auf einer Fläche von etwa 78 km².

## Geografie
Das Kirchspiel Ancón liegt auf einer Höhe von 10 bis 70 m zwischen der Stadt Santa Elena im Norden, den zu Salinas gehörenden ländlichen Kirchspielen José Luis Tamayo (Muey) und Anconcito im Westen, dem Pazifik im Süden und dem Kirchspiel Atahualpa des Kantons Santa Elena im Osten.
Da die Santa Elena-Halbinsel geographisch eine Fortsetzung der Küstenwüste im Norden Perus ist, ist das Klima tropisch und trocken. Allerdings wird das Gebiet um Ancón von mehreren kleinen Flüssen durchflossen.

## Geschichte
Bedeutend ist Ancón vor allem durch die Tatsache, dass hier 1911 die erste erfolgreiche Probebohrung nach Erdöl in Ecuador stattfand, dessen reguläre Förderung im Ölfeld Ancón 1 1925 aufgenommen wurde. Der Ort Ancón entstand zunächst ab 1910 als Explorationscamp und wuchs nach Aufnahme der Förderung rasch an. Bereits in den 1920er Jahren galt es als der Ort mit der besten Infrastruktur Ecuadors, unter anderem was die Versorgung mit Elektrizität anging. Die Siedlungen befanden sich im Besitz der in London ansässigen Hauptkonzessionsinhaberin Anglo-Ecuadorian Oilfields, Ltd., die Einwohner waren Erdöltechniker und -arbeiter aus aller Welt, vor allem aus Großbritannien und der Karibik (Jamaika, Trinidad, Barbados), aber auch aus Kanada, Deutschland, Frankreich, Polen, Italien, den USA und Australien. 1923 wurde von der polnischen Gemeinde die heute namensgebende römisch-katholische Kirche San José in Funktion genommen. In den 1920er Jahren entstanden drei Clubs, die durch gesellschaftliche, kulturelle und Sportveranstaltungen lokal, regional und überregional auf sich aufmerksam machten: Club Nacional, der Club Los Andes und der vor allem von Jamaikanern getragene British West Indies Club. Der Club Los Andes wurde später auch dadurch bekannt, dass aus seiner Jugend-Fußballmannschaft die Spieler Alberto Spencer (1937–2006) und José Francisco Cevallos sr. (* 1971) hervorgingen. Auch der langjährige Nationalverteidiger Luciano Macías (* 1935) stammt aus Ancón.
Seit 1936 war Ancón über eine Eisenbahnanbindung von Salinas nach Guayaquil angebunden. In den 1940er und 1950er Jahren wurde das gewachsene Camp durch das englische Unternehmen zu einer regelrechten Modellstadt im englischen Kolonialstil ausgebaut, mit einheitlich weiß gestrichenen Häusern, Gärten und Parks. Es gab Einfamilienhäuser, Zweifamilienhäuser, Casinos mit Einzelappartements und Arbeiterhäuser mit je 10 Wohnungen für Arbeiterfamilien. Das Bevölkerungswachstum hielt in den 1950er und 1960er Jahren an, auch durch die Raffinerie- und Hafenanlagen in den benachbarten Orten La Libertad und Santa Elena.
1976 fiel die Konzession für die Erdölfelder auf der Santa Elena-Halbinsel an die staatlich-ecuadorianische Corporación Estatal Petrolera Ecuatoriana (CEPE). 1989 wurde sie auf die neu gegründete Petroecuador übertragen und von dessen Teilunternehmen Petroproducción wahrgenommen.
Im Jahr 2002 wurde San José de Ancón dann zu einem eigenständigen Kirchspiel des Kantons Santa Elena erhoben. Zuvor hatte es zum heute benachbarten Atahualpa gehört.

## Wirtschaft und Infrastruktur
Das Ölfeld wird noch immer ausgebeutet und stellt den wichtigsten Wirtschaftsbereich dar. Es wird im Auftrag von Petroproducción von der Escuela Politécnica del Litoral (Espol), einer Technischen Universität in Guayaquil, verwaltet und ist derzeit an Pacifpetrol konzessioniert, nachdem von 1996 bis 2001 die argentinische Compañia General de Combustibles (CGC) verantwortlich gewesen war und ihre Rechte an Pacifpetrol weitergab. Die Espol gibt die durchschnittliche tägliche Förderung des heutigen Förderblocks Bloque Santa Elena, der auch Anlagen außerhalb Ancóns umfasst, mit etwa 1.200 bis 1.300 Barrels täglich in etwa 740 Förderstätten an (2003).
Neben der Erdölextraktion wird in kleinem Umfang Landwirtschaft und Viehzucht betrieben. Aufgrund des konservierten englischen Flairs und seiner Lage am Pazifik ist Ancón auch in begrenztem Umfang Ziel für Touristen.
Ancón verfügt über mehrere Schulen, ein technisches Gymnasium, ein Krankenhaus und eine Installation der Espol, v. a. für Praktika im Bereich Fischerei und Erdöl.